# Samuel Zygelbojm
Samuel (Szmul) Mordechaj Zygelbojm, yiddish : שמואל זיגלבוים, utilisant aussi le pseudonyme Artur (né le 21 février 1895 à Borowica-mort le 12 mai 1943 à Londres), est un homme politique polonais, militant du Bund, secrétaire général de la section juive de la Commission Centrale des Syndicats Ouvriers polonais. Journaliste dans l'Arbeiter Fragen (en), il fut élu au conseil municipal de Varsovie et de Łódź. Dès le début de la Seconde Guerre mondiale, il dénonce l'extermination des Juifs.

## Biographie
Samuel Zygielbojm passe les premiers mois de l’occupation allemande à Varsovie, dont il s'enfuit en 1940.
Réfugié à Londres, il devient membre du Conseil national du gouvernement polonais en exil dans la capitale britannique où, avec Ignacy Schwarzbart, il représente le Bund.
Il est l'un des premiers à rendre publique l'extermination des Juifs par les nazis, dans une émission diffusée en polonais par la BBC de Londres en juin 1942, et par un article en anglais du journal The Telegraph révélant l'utilisation des chambres à gaz, paru le 25 juin 1942,. Ses lettres à Winston Churchill et Franklin Roosevelt restent sans réponse. À un rassemblement du Parti travailliste en automne 1942, il informe les participants que les Nazis ont tué 40 000 personnes près de Chełmno en utilisant des camions à gaz.

Ayant dénoncé le silence des Alliés qui abandonnent les survivants juifs d’Europe à leur sort, après la fin de l'insurrection du ghetto de Varsovie et à la suite de l'échec de la conférence des Bermudes, il se suicide, le 12 mai 1943 pour protester contre le mutisme des Alliés face au génocide des Juifs : 

« La responsabilité du crime d’extermination totale des populations juives de Pologne incombe en premier lieu aux fauteurs du massacre, mais elle pèse indirectement sur l’humanité entière, sur les peuples et les gouvernements des nations alliées qui n’ont, jusqu’ici, entrepris aucune action concrète pour arrêter ce crime... Par ma mort, je voudrais, pour la dernière fois, protester contre la passivité d’un monde qui assiste à l’extermination du peuple juif et l’admet. »

Samuel Zygelbojm souhaitait que son corps soit incinéré, en  geste symbolique de solidarité avec les victimes de la Shoah.  En 1959, son fils Joseph, unique survivant de sa famille et émigré aux États-Unis, fait rapatrier les cendres de son père d'un cimetière juif de Golders Green où elles étaient conservées, au Cimetière du Mont-Carmel (Queens) (en).
Le film La Mort de Zygelbojm (pl) de Dżamila Ankiewicz retrace sa biographie.